# Turbomeca Bastan
Le Turbomeca Bastan était un turbopropulseur développé en France en 1957. Les premiers modèles développaient 650 ch (485 kW), mais vers 1965 cette puissance fut portée à 1 048 ch (780 kW) avec le Bastan VII.

## Généralités
Les essais en vol de certaines versions du Bastan furent menés en utilisant un Lockheed Constellation comme banc d'essai volants.
Les utilisations principales du moteur furent les avions de transport ou de ligne Nord 262 et Nord 260 (en). Il fut également développé sous forme de turboréacteur à double flux, alors désigné Aubisque.

## Versions
- Bastan IV[2]
- Bastan VI[2]
- Bastan VIC
- Bastan VII

## Applications
- Nord 260 (en)
- Nord 262
- FMA IA 50 Guaraní II
- Sud Aviation SE-116 et SE-117 Voltigeur